# Ивана Аџић
Ивана Аџић (Београд, 30. септембар 1988) српска је глумица.

## Биографија
Глуму је дипломирала на новосадској Академија уметности, у класи професора Никите Миливојевића. Мастер студије је окончала представом Разговори у четири ока која је касније постала део сталног репертоара Позоришта младих. Једну од већих улога добила је у филму Радоша Бајића, За краља и отаџбину. У наредном периоду појавила се у више телевизијских серија. Запаженију улогу остварила је у пројекту Моја генерација Z, премијерно приказаном на Првом програму РТС-а.
У Малом позоришту „Душко Радовић” најпре је играла као гостујућа глумица, а затим је примљена у стални ансамбл.

## Улоге

### Позоришне представе
| Наслов                                    | Улога                                                           | Редитељ               | Позориште                 | Премијера           |
| ----------------------------------------- | --------------------------------------------------------------- | --------------------- | ------------------------- | ------------------- |
| Поп Ћира и поп Спира                      | Јуца                                                            | Јовица Павић          | Позориште „Душко Радовић” | 14. март 2015.      |
| Разговори у четири ока                    |                                                                 | Момчило Миљковић      | Позориште младих          | 27. март 2015.      |
| Камени цвет                               | Принцеза                                                        | Никита Миливојевић    | Позориште „Душко Радовић” | 2. април 2015.      |
| Црвенкапа (из предграђа)                  | Црвенкапа                                                       |                       | Позориште „Душко Радовић” | 22. мај 2015.       |
| Плави чуперак                             | Стидљива                                                        | Сандра Родић          | Позориште „Душко Радовић” | 23. октобар 2015.   |
| Цар је го!                                | Карамела                                                        | Милица Краљ           | Позориште „Душко Радовић” | 23. септембар 2016. |
| Капетан Џон Пиплфокс - у новом миленијуму | Девојчица Јулија                                                | Милорад Милинковић    | Позориште „Душко Радовић” | 23. октобар 2016.   |
| Чаробна књига                             | Вештица                                                         | Иван Јевтовић         | Позориште „Душко Радовић” | 10. децембар 2016.  |
| Бура                                      |                                                                 | Никита Миливојевић    | Позориште „Душко Радовић” | 23. октобар 2017.   |
| Бонтон                                    | Буца                                                            | Исидора гонцић        | Позориште „Душко Радовић” | 25. мај 2018.       |
| Карлсон с крова                           |                                                                 | Емилија Мрдаковић     | Позориште „Душко Радовић” | 22. септембар 2018. |
| Спојлери                                  |                                                                 | Исидора Гонцић        | Театар Вук                | 10. април 2019.     |
| Бајка о чаробном камену                   | Паче Жућкo                                                      | Давор Драгојевић      | Позориште „Душко Радовић” | 24. април 2019.     |
| Срце у јунака Краљевића Марка             | Вила Равијојла                                                  | Југ Радивојевић       | Позориште „Душко Радовић” | 23. октобар 2019.   |
| Зимски дечји бал                          | Девојчица                                                       | Бранислава Стефановић | Позориште „Душко Радовић” | 18. јануар 2020.    |
| Гуливер                                   | Лилипутанска краљица, Нестрпљиви Лилипутанац, Кћерка Гига, Мува | Исидора Гонцић        | Позориште „Душко Радовић” | 16. септембар 2020. |
| Украдени принц и изгубљена принцеза       | Ти Ви                                                           | Бранислава Стефановић | Позориште „Душко Радовић” | 16. април 2021.     |
| Сан летње ноћи                            |                                                                 | Давид Алић            | Позориште „Душко Радовић” | 8. јул 2021.        |
| Кад је био мрак                           |                                                                 | Бојан Ђорђев          | Позориште „Душко Радовић” | 20. септембар 2022. |
| Случај невине удовице                     |                                                                 | Миленко Павлов        | Академија 28              | 19. октобар 2022.   |
| Пер Гинт у краљевству тролова             |                                                                 | Исидора Гонцић        | Позориште „Душко Радовић” | 24. фебруар 2023.   |

### Филмографија
|                   | 2010▼ | 2020▼ | Укупно |
| ----------------- | ----- | ----- | ------ |
| Дугометражни филм | 1     | 1     | 2      |
| ТВ филм           | 0     | 0     | 0      |
| ТВ серија         | 4     | 4     | 8      |
| Кратки филм       | 0     | 0     | 0      |
| Укупно            | 5     | 5     | 10     |

| Год.       | Назив                             | Улога             |
| ---------- | --------------------------------- | ----------------- |
| 2010-е▲    |                                   |                   |
| 2015.      | За краља и отаџбину               | Стела             |
| 2017.      | Santa Maria della Salute (серија) | Вила              |
| 2018.      | Шифра Деспот (серија)             | Соња              |
| 2019.      | Моја генерација Z (серија)        | Мина              |
| 2019—2020. | Преживети Београд (серија)        | Конобарица Дејана |
| 2020-е▲    |                                   |                   |
| 2020.      | Ургентни центар (серија)          | Кики              |
| 2020.      | 12 речи (серија)                  | Андреа            |
| 2021—2022. | Коло среће (серија)               | Каћа Лазаревић    |
| 2022.      | Клан (серија)                     | Доберова жена     |
| 2023.      | Чувари формуле                    | Преводилац        |

## Галерија
- Фотографије Малог позоришта „Душко Радовић”
- Сан летње ноћи, 2021, фото Белкиса Абдуловић - Теодора Томашев, Ивана Аџић, Ненад Радовић, Катарина Димитријевић, Срна Ђенадић
- Бура, 2017, фото Никица Кукољ - Милош Анђелковић, Ивана Аџић, Јована Чуровић, Маја Томашевић, Мина Глигорић
- Камени цвет, 2015, фото Жељко Синобад - Јово Максић, Алек Родић, Ивана Аџић
- Украдени принц и изгубљена принцеза, 2021, фото Белкиса Абдуловић - Ивана Аџић, Маријана Вићентијевић Бадовинац
- Капетан Џон Пиплфокс у новом миленијуму, 2016, фото Белкиса Абдуловић - Алек Родић, Филип Станковски, Ивана Аџић, Горан Баланчевић, Ђорђе Стојковић, Богдан Богдановић, Лана Аџић
- Бајка о чаробном камену, 2019, фото: Жељко Синобад - Сандра Родић Јанковић, Ненад Радовић, Ивана Аџић